# Compagnia delle Opere
La Compagnia delle opere (CDO) è un'associazione imprenditoriale italiana d'ispirazione cattolica, direttamente legata al movimento Comunione e Liberazione.
È presente principalmente in Italia con 40 sedi, affiancate da 16 estere. Associa circa 36.000 imprese, per maggioranza piccole e medie aziende, e circa 1000 organizzazioni non profit, fra cui opere caritative ed enti culturali. L'associazione ha diverse sedi all'estero, in Argentina, Brasile, Bulgaria, Cile, Francia, Israele, Kenya, Polonia, Spagna, Svizzera, Ungheria.
La Compagnia delle opere è stata fondata da un gruppo di imprenditori e laureati, gran parte dei quali appartenenti al movimento Comunione e liberazione. Fu ispirata dal fondatore della stessa, don Luigi Giussani ed è considerata da alcuni il braccio operativo di Comunione e liberazione in ambito imprenditoriale e finanziario.

## Scopi e struttura dell'associazione
In base allo statuto dell'associazione, essa si propone di "promuovere e tutelare la presenza dignitosa delle persone nel contesto sociale e il lavoro di tutti, nonché la presenza di opere e imprese nella società, favorendo una concezione del mercato e delle sue regole in grado di comprendere e rispettare la persona in ogni suo aspetto, dimensione e momento della vita" (art. 1 dello statuto).

## Storia
Da un'iniziale presenza in Lombardia, dove tuttora vi è una grande concentrazione d'imprese aderenti e di sedi locali, ha successivamente aperto sedi in tutta Italia e in vari paesi esteri.
In questi anni la Compagnia delle opere ha contribuito ad alcune battaglie civili condotte sotto lo slogan «Più società, meno Stato»: quella per i finanziamenti pubblici alla scuola privata e quella per il principio di sussidiarietà.